# Missilistica sperimentale
La missilistica sperimentale, a volte conosciuta come missilistica amatoriale, è un hobby in cui i partecipanti sperimentano diverse miscele di carburanti per la realizzazione di motori a razzo. I partecipanti a questa attività sono inoltre protagonisti di importanti attività di ricerca di motori a propellente solido, liquido, e ibridi.

## Storia
La missilistica sperimentale diventa un hobby popolare negli anni Cinquanta, come descritto nel libro autobiografico di Homer Hickam Rocket Boys, da cui è stato tratto il film Cielo d'ottobre.
Nell'estate del 1956, il diciassettenne Jimmy Blackmon di Charlotte, in Carolina del Nord, ha costruito nel suo scantinato un razzo alto 180 cm. Il razzo venne progettato per essere alimentato con una combinazione di azoto liquido, benzina e ossigeno liquido. Blackmon ha effettuato il suo lancio da una fattoria nelle vicinanze, il lancio notificato sia alla Civil Aeronautics Administration che all'esercito americano. Gli specialisti dell'arsenale di Redstone hanno ritenuto che gli elementi utilizzati fossero troppo instabili per poter controllare il loro flusso nella miscelazione dei propellenti. L'interesse per la missilistica sperimentale è stato stimolato in gran parte con la pubblicazione di un articolo nel giugno 1957, in cui Scientific American descriveva la progettazione, le formulazioni del propellente, e le tecniche di lancio utilizzate da gruppi di hobbyisti del tempo, tra cui la Reaction Research Society californiana. La successiva pubblicazione, nel 1960, del testo "Manuale di missilistica per dilettanti" di Bertrand R. Brinley forniva informazioni ancora più dettagliate in merito a questo passatempo, ed in seguito ha contribuito alla sua popolarità.
L'elevato numero di incidenti spinse G. Harry Stine e Vernon Estes della National Rocketry Association a creare e a diffondere lo sviluppo e la pubblicazione del "Model Rocket Safety Code", con lo scopo di introdurre il razzimodellismo come pratica sicura, distinta dalla missilistica sperimentale e basata su motori di produzione commerciale.
La "Tripoli Rocketry Association" sanziona alcune attività amatoriali, sotto la denominazione di "ricerca missilistica", fornendo alcune linee guida di sicurezza che gli hobbisti sono tenuti a seguire.